# Kanton Troarn
Troarn is een kanton van het Franse departement Calvados. Het kanton maakt deel uit van de arrondissementen Caen (21) en Lisieux (3).

## Gemeenten
Het kanton Troarn omvatte tot 2014 de volgende 17 gemeenten:
- Argences
- Banneville-la-Campagne
- Cagny
- Canteloup
- Cléville
- Cuverville
- Démouville
- Émiéville
- Giberville
- Janville
- Saint-Ouen-du-Mesnil-Oger
- Saint-Pair
- Saint-Pierre-du-Jonquet
- Sannerville
- Touffréville
- Troarn (hoofdplaats)
- Vimont

Bij de herindeling van de kantons door het decreet van 17 februari 2014, met uitwerking op 22 maart 2015, werden 13 gemeenten aan het kanton toegevoegd en werd de gemeente Giberville overgedragen aan het nieuwe kanton Ifs.
Op 1 januari 2017 werden :
- de gemeenten Airan, Billy, Conteville, Fierville-Bray en Poussy-la-Campagne samengevoegd tot de fusiegemeente (commune nouvelle) Valambray
- de gemeenten Chicheboville en Moult samengevoegd tot de fusiegemeente (commune nouvelle) Moult-Chicheboville

Sindsdien omvat het kanton Troarn volgende gemeenten:
- Argences
- Banneville-la-Campagne
- Bellengreville
- Cagny
- Canteloup
- Cesny-aux-Vignes
- Cléville
- Cuverville
- Démouville
- Émiéville
- Escoville
- Frénouville
- Janville
- Moult-Chicheboville
- Ouézy
- Saint-Ouen-du-Mesnil-Oger
- Saint-Pair
- Saint-Pierre-du-Jonquet
- Saint-Samson
- Sannerville
- Touffréville
- Troarn
- Valambray
- Vimont